# 투리발리냐니
투리발리냐니(이탈리아어: Turrivalignani)는 이탈리아 아브루초주 페스카라도에 위치한 코무네다.